# Rouvray-Catillon
Rouvray-Catillon è un comune francese di 208 abitanti situato nel dipartimento della Senna Marittima nella regione della Normandia.

## Società

### Evoluzione demografica
Abitanti censiti